# Severino Gazzelloni

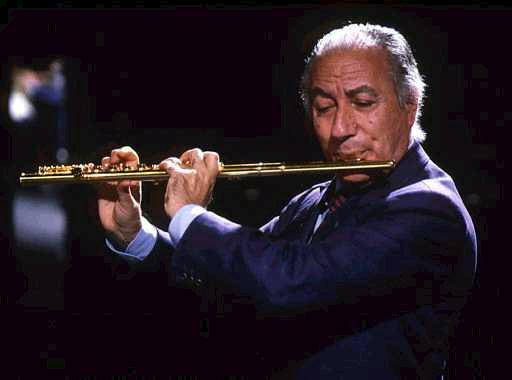
Severino Gazzelloni, 1986

Severino Gazzelloni (* 5. Januar 1919 in Roccasecca in der Provinz Frosinone; † 21. November 1992 in Cassino) war ein italienischer klassischer Flötist, der zu den größten Flötisten des 20. Jahrhunderts gezählt wird.
Nachdem er schon als Siebenjähriger Flöte spielte (sein Vater spielte ebenfalls Flöte und war auch Organist, musste sich aber seinen Lebensunterhalt anders verdienen), studierte er ab 1933 am Konservatorium Accademia Santa Cecilia in Rom. Dreißig Jahre lang war er Solo-Flötist des RAI Orchesters (dem er seit 1944 angehörte) und gab bis zu 250 Konzerte im Jahr. Nicht nur sein technisches Können machte ihn bekannt, sondern auch sein breites Repertoire von klassischer Musik bis Volks- und Popmusik. Komponisten wie Luciano Berio, Pierre Boulez, Bruno Maderna, Luigi Nono, Valentin Silvestrov und Igor Strawinsky schrieben für ihn, er war aber auch bekannt als Interpret von Barockmusik. Seinen Beinamen flauto d´oro (Goldene Flöte) unterstrich er durch sein Spiel auf vergoldeten Flöten, seinem „Markenzeichen“. Gazzelloni starb nahe seinem Heimatort in einer Klinik an einem Gehirntumor.
Gazzelloni war auch Flötenlehrer an der Accademia Santa Cecilia in Rom, an der Chigiana Akademie in Siena und seit 1952 bei den Ferienkursen für Neue Musik in Darmstadt. Zu seinen Schülern zählen u. a. Roberto Fabbriciani und der Jazzmusiker Eric Dolphy.
Er war seit 1964 verheiratet und hatte zwei Kinder. In seinem Heimatort findet ein Festival unter seinem Namen statt.